# Wikilengua
Wikilengua es una wiki para compartir información práctica y normativa sobre el idioma español. Está pensada como un sitio abierto y participativo para compartir información práctica sobre la norma, el uso y el estilo del español y un medio para reflejar la diversidad de una lengua hablada por cientos de millones de personas. Está patrocinada por la Fundéu. Como indica su propia denominación, la contribución a los conocimientos, o revisión de estos por parte de los participantes y usuarios, se basa en el uso del código wiki, mediante el uso del software MediaWiki. Se edita bajo licencia Creative Commons Reconocimiento-Compartir bajo la misma licencia 3.0 es.
La Wikilengua es una plataforma colaborativa que se enriquece gracias a la participación activa de una comunidad diversa, conformada por personas interesadas en la lengua española, entre ellas autores, traductores, lingüistas, correctores, profesores, estudiantes y periodistas. Cualquier persona, ya sea de forma individual o en representación de una entidad, puede contribuir compartiendo conocimientos, corrigiendo erratas o realizando mejoras en los contenidos. Aunque es posible colaborar de manera anónima, se recomienda registrarse para quienes deseen participar de forma más continua y comprometida con el proyecto.
Su contenido se estructura en seis categorías básicas: gramática, léxico, nombres propios, ortografía, diseño y mundo de la lengua. Además tiene áreas especiales, como el atlas oral, al que los usuarios pueden ir añadiendo grabaciones para reflejar diferentes hablas, o la terminoteca, un banco de datos terminológico promovido por la Asociación Española de Terminología (AETER), creado a partir de los datos proporcionados por la Asociación Española de Normalización y Certificación (AENOR).
Los principios sobre el contenido son similares a los de la Wikipedia, pero al no tener siempre carácter objetivo, se admite la posibilidad de basarse en trabajos originales. Por la misma razón, el punto de vista neutral se entiende de forma más abierta.
Tiene 10 656 usuarios registrados (2014).

## Polémica
Tras su presentación, hubo cierta polémica en diversos foros sobre el funcionamiento del sitio:
- La primera de ellas estaba relacionada con la información errónea difundida por algunos medios de comunicación de que las aportaciones de los usuarios pasaban un filtro previo a su publicación por la Fundéu, a pesar de que en la propia Wikilengua se aclaraba que el funcionamiento a ese respecto era el mismo que la Wikipedia. La idea de que había algún tipo de censura previa unida al apoyo de la Real Academia Española a la iniciativa fue motivo de suspicacias sobre la posibilidad de que se impidiera cualquier opinión que no coincidera con las académicas (o con las de la Fundéu).[4]

- Al tomar como primer modelo Citizendium, se pedía un registro con un nombre real y una dirección de correo electrónico que no fuera gratuito. Este criterio se cuestionó en la comunidad, en la que se decidió permitir el uso de alias y una dirección de correo cualquiera: el cambio se implantó a finales de enero del 2008. Finalmente, y tras el desarrollo de un sistema de supervisión, se abrió a los usuarios anónimos en mayo de 2009.